# Juan de Espina y Velasco
Juan de Espina y Velasco (Madrid, 1583-enero de 1643) fue un sacerdote, musicólogo y coleccionista español.

## Vida
La familia Espina provenía de una familia adinerada de hidalgos de Ampuero (Cantabria). Sus padres fueron Juan de Espina y María de Mesa, siendo su padre contralor de las cortes de Felipe II y Felipe III. Diego de Espina y Velasco, su hermano, fue nombrado caballero de Santiago. Su primer biógrafo, Francisco de Quevedo, describe una juventud curiosa, que primero se interesó por las armas, luego por la música y más tarde por la pintura, las matemáticas y la astronomía. Alcanzó una maestría notable en las armas y la música. Espina mismo relata en un Memorial enviado a Felipe IV que Fernando Niño de Guevara lo nombró sacerdote «por habérselo mandado sus Majestades» y le ofreció una renta eclesiástica, que oscilaría entre más de dos mil y cerca de cinco mil ducados, según diversas fuentes.
Su «raro ingenio», en palabras de Luis Vélez de Guevara, que le sitúa en El Diablo Cojuelo al lado de Galileo, y su gran colección, que comprendía desde pinturas, instrumentos musicales o telescopios, hasta objetos mágicos o esotéricos, y que según palabras de Quevedo «[f]ue su casa abreviatura de las maravillas de Europa», le dio cierta fama en la corte real. Espina solo dejaba entrar en su casa a aquellos que demostraban la suficiente educación para apreciar sus colecciones. En 1627 celebró una fiesta en su casa, a la que asistieron tanto el rey, Felipe IV, como el Conde Duque de Olivares y gran parte de la corte. La fiesta, a pesar de ofrecer música, baile, pasos de comedia y todo tipo de diversiones, desgraciadamente acabó en un desastre, tal como relatan los contemporáneos versos de Gabriel del Corral. Caído en desgracia y procesado por la inquisición hacia 1630, se retiró a Sevilla hasta por lo menos 1634.
De vuelta a Madrid, con la reputación dañada, se retiró a vivir en su residencia, donde, según relata el jesuita Sebastián González, «era de humor peregrino y su casa parecía encantada; no tenía quien le sirviese; dábanle la comida por un torno». González también reata su muerte: «En fin, un dia se fué á San Martin, [...], y pidió le diesen el Viático, y dado avisó al cura que dentro de dos horas le llevasen la Extremaunción. Lleváronsela; avisó dónde dejaba su testamento y dende á pocas horas murió». Falleció en enero de 1643, dejando todas sus colecciones en herencia al rey, dejando instrucciones muy concretas sobre como debía ser su tumba. Quevedo comentó de forma jocosa «Señor, dícese que murió don Juan de Espina, y parece pulla de la muerte que corran parejas de pandorga aquella calavera y la de Rochelí, una y otra de pujamiento de tramoyas».

## Códices de Madrid
Los Códices Madrid I-II, manuscritos de Leonardo da Vinci, que se encuentran actualmente Biblioteca Nacional de España, llegaron a España de manos de Espina. Vicente Carducho lo relata de forma siguiente: 

Prométote que tiene cosas singularísimas y dignas de ser vistas [...]. Allí vi dos libros dibujados y manuscritos de mano del gran Leonardo de Vinchi, de particular curiosidad y doctrina que, a quererlos feriar, no los dexaría por ninguna cosa el Príncipe de Gales quando estuvo en esta Corte, mas siempre los estimó sólo dignos hasta que después de muerto los heredase el Rei, nuestro señor, como todo lo demás curioso y exquisito que pudo adquirir en el progreso de su vida, que assí lo ha dicho siempre.
Vicente Carducho

Es muy probable que los manuscritos llegasen a manos de Espina tras la muerte de Pompeo Leoni en 1608, que a su vez los habría conseguido tras el fallecimiento de Francesco Melzi, discípulo de Leonardo.
Carlos I de Inglaterra, a la sazón príncipe de Gales, trató de comprar el manuscrito primero directamente en 1623, luego a través del coleccionista inglés Thomas Howard, conde de Arundel, y más tarde a través de los embajadores ingleses en Madrid. A pesar de sus dificultades con la corte y la inquisición, Espina se negó a vender los documentos y acabaron en manos del rey.

## Memorial
Hacia 1632 Espina envió un memorial a Felipe IV, «en el estilo de los arbitristas», en el que defendía la «reforma del sistema de afinación de los instrumentos basada en el temperamento enarmónico», a pesar de mostrarse ignorante de las teorías musicales contemporáneas, tanto españolas, como europeas. Ecos de la polémica generada se encuentran en el texto de Nicolás Doizi de Velasco, Nuevo modo de cifra para tañer guitarra.

## Recuerdo y legado
La fama de huraño y el irse a vivir a una casa encantada lo convirtió en el perfecto nigromante de comedia, así en En Madrid y en una casa de Tirso de Molina y Don Juan de Espina en su patria y Don Juan de Espina en Milán de José de Cañizares.
José Ortega y Gasset recuerda a Espina como parte de la España «alucinante y alucinada» del siglo XVII.
Su mayor legado han sido Códices Madrid, que gracias a su coleccionismo se encuentran actualmente en España.